# Guy Carbonneau
Guy Carbonneau, född 18 mars 1960 i Sept-Îles, Quebec, är en kanadensisk före detta professionell ishockeyspelare och ishockeytränare. Carbonneau spelade i NHL för Montreal Canadiens, St. Louis Blues och Dallas Stars. Från 2006 till 2009 var han huvudtränare för Montreal Canadiens.

## Spelare

### Montreal Canadiens
Guy Carbonneau debuterade för Montreal Canadiens i NHL säsongen 1980–81 då han spelade två matcher och gjorde en assist. Först 1982–83 spelade han sin första hela säsong med laget och gjorde 18 mål och 29 assist för totalt 47 poäng på 77 matcher.
Carbonneau var aldrig någon offensiv stjärnspelare i NHL utan hans starka sida låg i det defensiva spelet. Han vann Frank J. Selke Trophy som ligans bäste defensive forward tre gånger i Montreal Canadiens tröja; 1988, 1989 och 1992. Med Canadiens vann Carbonneau två Stanley Cup, 1986 och 1993. Canadiens var även i final 1989 men förlorade mot Calgary Flames med 4-2 i matcher.

### St. Louis Blues
Inför säsongen 1994–95 bytte Canadiens bort Carbonneau till St. Louis Blues. Under den förkortade säsongen spelade han 42 grundseriematcher och 7 slutspelsmatcher för Blues. Det blev dock endast en säsong i St. Louis eftersom han byttes bort till Dallas Stars 2 oktober 1995.

### Dallas Stars
I Dallas Stars skulle Carbonneau vinna sin tredje Stanley Cup 1999 efter att Stars besegrat Buffalo Sabres i finalen med 4-2 i matcher. 2000 var Stars åter i final men fick ge sig mot New Jersey Devils som vann matchserien med 4-2. Finalförlusten 2000 blev Carbonneaus sista framträdande som spelare i NHL då han lade skridskorna på hyllan 29 juni 2000.

### Meriter
- Stanley Cup – 1986, 1993 och 1999
- Frank J. Selke Trophy – 1988, 1989 och 1992

### Statistik
| 1976–77    | Chicoutimi Saguenéens | QMJHL      | 59   | 9   | 20  | 29  | 8   | 4   | 1  | 0  | 1  | 0   |
| 1977–78    | Chicoutimi Saguenéens | QMJHL      | 70   | 28  | 55  | 83  | 60  | –   | –  | –  | –  | –   |
| 1978–79    | Chicoutimi Saguenéens | QMJHL      | 72   | 62  | 79  | 141 | 47  | 4   | 2  | 1  | 3  | 4   |
| 1979–80    | Chicoutimi Saguenéens | QMJHL      | 72   | 72  | 110 | 182 | 6   | 12  | 9  | 15 | 24 | 28  |
| 1979–80    | Nova Scotia Voyageurs | AHL        | –    | –   | –   | –   | –   | 2   | 1  | 1  | 2  | 2   |
| 1980–81    | Montreal Canadiens    | NHL        | 2    | 0   | 1   | 1   | 0   | –   | –  | –  | –  | —   |
| 1980–81    | Nova Scotia Voyageurs | AHL        | 78   | 35  | 53  | 88  | 87  | 6   | 1  | 3  | 4  | 9   |
| 1981–82    | Nova Scotia Voyageurs | AHL        | 77   | 27  | 67  | 94  | 124 | 9   | 2  | 7  | 9  | 8   |
| 1982–83    | Montreal Canadiens    | NHL        | 77   | 18  | 29  | 47  | 68  | 3   | 0  | 0  | 0  | 2   |
| 1983–84    | Montreal Canadiens    | NHL        | 78   | 24  | 30  | 54  | 75  | 15  | 4  | 3  | 7  | 12  |
| 1984–85    | Montreal Canadiens    | NHL        | 79   | 23  | 34  | 57  | 43  | 12  | 4  | 3  | 7  | 8   |
| 1985–86    | Montreal Canadiens    | NHL        | 80   | 20  | 36  | 56  | 57  | 20  | 7  | 5  | 12 | 35  |
| 1986–87    | Montreal Canadiens    | NHL        | 79   | 18  | 27  | 45  | 68  | 17  | 3  | 8  | 11 | 20  |
| 1987–88    | Montreal Canadiens    | NHL        | 80   | 17  | 21  | 38  | 61  | 11  | 0  | 4  | 4  | 2   |
| 1988–89    | Montreal Canadiens    | NHL        | 79   | 26  | 30  | 56  | 44  | 21  | 4  | 5  | 9  | 10  |
| 1989–90    | Montreal Canadiens    | NHL        | 68   | 19  | 36  | 55  | 37  | 11  | 2  | 3  | 5  | 6   |
| 1990–91    | Montreal Canadiens    | NHL        | 78   | 20  | 24  | 44  | 63  | 13  | 1  | 5  | 6  | 10  |
| 1991–92    | Montreal Canadiens    | NHL        | 72   | 18  | 21  | 39  | 39  | 11  | 1  | 1  | 2  | 6   |
| 1992–93    | Montreal Canadiens    | NHL        | 61   | 4   | 13  | 17  | 20  | 20  | 3  | 3  | 6  | 10  |
| 1993–94    | Montreal Canadiens    | NHL        | 79   | 14  | 24  | 38  | 48  | 7   | 1  | 3  | 4  | 4   |
| 1994–95    | St. Louis Blues       | NHL        | 42   | 5   | 11  | 16  | 16  | 7   | 1  | 2  | 3  | 6   |
| 1995–96    | Dallas Stars          | NHL        | 71   | 8   | 15  | 23  | 38  | –   | –  | –  | –  | —   |
| 1996–97    | Dallas Stars          | NHL        | 73   | 5   | 16  | 21  | 36  | 7   | 0  | 1  | 1  | 6   |
| 1997–98    | Dallas Stars          | NHL        | 77   | 7   | 17  | 24  | 40  | 16  | 3  | 1  | 4  | 6   |
| 1998–99    | Dallas Stars          | NHL        | 74   | 4   | 12  | 16  | 31  | 17  | 2  | 4  | 6  | 6   |
| 1999–00    | Dallas Stars          | NHL        | 69   | 10  | 6   | 16  | 36  | 23  | 2  | 4  | 6  | 12  |
| NHL totals | NHL totals            | NHL totals | 1318 | 260 | 403 | 663 | 820 | 231 | 38 | 55 | 93 | 161 |

## Tränare
Guy Carbonneau tog över som huvudtränare i Montreal Canadiens säsongen 2006–07. Canadiens samlade ihop 90 poäng och slutade på tionde plats i Eastern Conference, endast två poäng bakom New York Islanders på den åttonde och sista slutspelsplatsen.
Säsongen 2007–08 vann Canadiens Northeast Division och hela Eastern Conference efter att ha spelat ihop 104 poäng. I Stanley Cup-slutspelet vann Canadiens i första rundan mot ärkerivalen Boston Bruins med 4-3 i matcher. I den andra rundan fick man dock ge sig mot Philadelphia Flyers som vann med 4-1 i matcher. Carbonneau kom efter säsongen tvåa i omröstningen till Jack Adams Award.
Efter att ha tränat Montreal Canadiens under 66 matcher säsongen 2008–09 fick Carbonneau den 9 mars 2009 sparken från sitt jobb. Han ersattes av lagets general manager och tidigare lagkamraten Bob Gainey.

### Statistik
M = Matcher, V = Vinster, F = Förluster, ÖTF = Förluster på övertid eller straffar, P = Poäng, S% = Segerprocent
| Lag                | År      | Grundserie | Grundserie | Grundserie | Grundserie | Grundserie | Grundserie               | Slutspel | Slutspel | Slutspel | Slutspel                 |
| Lag                | År      | M          | V          | F          | ÖTF        | P          | Resultat                 | V        | F        | S%       | Resultat                 |
| ------------------ | ------- | ---------- | ---------- | ---------- | ---------- | ---------- | ------------------------ | -------- | -------- | -------- | ------------------------ |
| Montreal Canadiens | 2006–07 | 82         | 42         | 34         | 6          | 90         | 4:a i Northeast Division | –        | –        | –        | Missade slutspel         |
| Montreal Canadiens | 2007–08 | 82         | 47         | 25         | 10         | 104        | 1:a i Northeast Division | 5        | 7        | 45       | Förlorade i andra rundan |
| Montreal Canadiens | 2008–09 | 66         | 35         | 24         | 7          | 77         | 2:a i Northeast Division | –        | –        | –        | –                        |
| Total              | Total   | 230        | 124        | 83         | 23         | 271        |                          | 5        | 7        | 45       |                          |